# Cold Springs Junction
Cold Springs Junction az Amerikai Egyesült Államok Oregon államának Umatilla megyéjében, a U.S. Route 730 és az Oregon Route 37 csomópontjában elhelyezkedő önkormányzat nélküli település.